# Rafael van der Vaart
Rafael Ferdinand van der Vaart (* 11. Februar 1983 in Heemskerk, Niederlande) ist ein ehemaliger niederländischer Fußballspieler. Der Mittelfeldspieler bestritt 109 Länderspiele für die niederländische Nationalmannschaft, mit der er 2010 Vizeweltmeister wurde. Er nahm mit ihr an zwei Weltmeisterschaften und drei Europameisterschaften teil.
Van der Vaart kam als Zehnjähriger zu Ajax Amsterdam, wurde dort Profi und gewann zwei Landesmeisterschaften und einmal den Pokal. 2003 wurde er als erster Spieler von Tuttosport mit dem Golden Boy als bester U21-Spieler des Jahres in Europa ausgezeichnet. Mit 22 Jahren wechselte er ins Ausland. Er spielte insgesamt sechs Jahre für den Hamburger SV sowie jeweils zwei Jahre für Real Madrid und Tottenham Hotspur. Nach einem einjährigen Intermezzo bei Betis Sevilla ließ er seine Karriere in Dänemark beim FC Midtjylland, mit dem er 2018 Landesmeister wurde, und bei Esbjerg fB ausklingen.
Seine von 2005 bis 2013 dauernde Ehe mit Sylvie Meis, Model und Fernsehmoderatorin, erhöhte seinerzeit das Interesse an seiner Person und machte das Paar auch Gegenstand zur Berichterstattung in den Klatschspalten. Die darauf anschließende, bis 2015 anhaltende Beziehung mit dem Model Sabia Boulahrouz, zudem vormalige Frau eines ehemaligen Mannschaftskollegen, sorgte dafür, dass das breite Medieninteresse nicht nachließ.

## Herkunft
Van der Vaart ist der Sohn eines Niederländers und einer aus dem andalusischen Chiclana de la Frontera stammenden Spanierin. Seine Familie gehörte väterlicherseits zur sozialen Randgruppe der woonwagenbewoners (abschätzig auch kampers genannt, bevorzugte Eigenbezeichnung: reizigers), die um die Mitte des 19. Jahrhunderts aus verarmten Schichten der niederländischen Bevölkerung entstand und als interne Gruppensprache Bargoens, einen niederländischbasierten Rotwelschdialekt, spricht. Van der Vaart lebte bis zu seinem 18. Lebensjahr auf einem Standplatz solcher woonwagenbewoners und bezeichnete dies später als „die schönste Jugend, die man sich wünschen kann“ (de mooiste jeugd … die je je maar kunt wensen).

## Vereinskarriere

### Jugend
Bereits mit vier Jahren spielte er bei De Kennemers (1987–1993). Im Alter von zehn Jahren schrieben van der Vaarts Eltern den jungen Rafael bei einer Jugendspielersichtung von Ajax Amsterdam ein. Sein Talent wurde schnell erkannt und der Niederländer unterschrieb einen Jugendspielervertrag bei Ajax.

### Ajax Amsterdam
Mit 17 Jahren gab van der Vaart am 19. April 2000 gegen den FC Den Bosch sein Pflichtspieldebüt für Ajax’ Profimannschaft.
In der Saison 2000/01 konnte sich der Mittelfeldspieler bei Ajax durchsetzen und wurde unter Trainer Co Adriaanse zum Stammspieler. Wegen seiner Spielübersicht und seiner Technik wurde er von Adriaanse auf der Position hinter den Spitzen eingesetzt. In diesem Jahr wurde er von den Ajax-Fans zum Talent des Jahres gewählt. Weiterhin erhielt er die gleiche Auszeichnung auf europäischer Ebene vom italienischen Fußballmagazin Calcio Manager.
In der darauffolgenden Saison 2001/02 verletzte sich van der Vaart am 10. Februar 2002 schwer am Knie und musste sich am Meniskus operieren lassen. Bei einer weiteren Operation am 2. April 2002 wurde sein gesamter Meniskus entfernt. Dennoch erzielte er 14 Pflichtspieltore für Ajax.
Im August 2002 gewann er beim Amsterdam Tournament mit Ajax gegen den FC Barcelona und Manchester United. Van der Vaart selbst schoss zwei Tore gegen Barcelona und wurde zum Spieler des Turniers gewählt. Am 7. September 2002 zog er sich in einem Länderspiel gegen Belarus acht Minuten nach seiner Einwechslung einen Innenbandriss zu und fiel bis Ende Oktober 2002 aus. Eine weitere Verletzungspause folgte von Dezember 2002 bis März 2003. Trotz allem absolvierte er in dieser Saison noch 21 Spiele in der niederländischen Ehrendivision und erzielte 18 Tore. Ende 2003 wurde van der Vaart von Tuttosport vor Wayne Rooney und Cristiano Ronaldo mit dem Golden Boy als bester U21-Spieler des Jahres in Europa ausgezeichnet.
In der Saison 2004/05 wurde er von Ajax-Trainer Ronald Koeman zum Kapitän der Mannschaft befördert; die „Binde“ wurde ihm allerdings bereits nach wenigen Monaten wieder abgenommen, nachdem er sich unter anderem geweigert hatte, in einem Champions-League-Spiel gegen den FC Bayern München am 8. Dezember 2004 im linken Mittelfeld zu spielen.

### Hamburger SV
Zur Saison 2005/06 unterschrieb van der Vaart einen Fünfjahresvertrag beim Hamburger SV. In seiner ersten Saison gewann er mit dem HSV den UI-Cup und qualifizierte sich für den UEFA-Cup, aus dem das Team im Achtelfinale gegen Rapid Bukarest ausschied. Der Niederländer erzielte dabei in acht Spielen fünf Tore. Am Saisonende qualifizierten sich die Hanseaten mit dem dritten Tabellenplatz für die nächste Champions-League-Saison. Van der Vaart steuerte in 19 Ligaspielen neun Tore bei.
Zur Saison 2006/07 wurde van der Vaart nach dem Abgang von Daniel van Buyten der neue Mannschaftskapitän des HSV. Nach einer Verletzungspause griff er erst spät in die Meisterschaft ein. Bis zu seinem Comeback hatte der HSV erst einen Sieg in der Bundesligasaison erzielt und befand sich in der Abstiegszone. Trotz starker Leistungen in der Champions League, in der van der Vaart drei Tore in drei Spielen erzielte, wurden die Hamburger Gruppenletzter und schieden aus. Schlussendlich konnten sich die Hanseaten noch für den UI-Cup qualifizieren. In der Liga kam der Niederländer 26-mal zum Einsatz und erzielte acht Tore.
Zu Beginn der Saison 2007/08 sprach van der Vaart öffentlich Wechselabsichten zum FC Valencia aus. Der Verein bot bis zu 15 Millionen Euro für den Niederländer; van der Vaart ließ sich mit einem Trikot des FC Valencia ablichten. Angenommen wurde, dass van der Vaart sogar den Wechsel forcierte, indem er vor dem UEFA-Cup-Qualifikationsspiel gegen Honvéd Budapest eine Rückenverletzung vorgab und nicht auflaufen konnte. Der Wechsel kam aber durch die Intervention des HSV nicht zustande.
Am 6. Oktober 2007 stellte van der Vaart einen historischen HSV-Rekord ein: Er traf in sieben aufeinanderfolgenden Bundesligaspielen je einmal. Dies gelang für den Hamburger SV vorher nur Uwe Seeler in der Saison 1963/64. Van der Vaart beendete die Saison mit 29 Ligaeinsätzen, in denen er 12 Tore erzielte und 10 vorbereitete. Zudem erzielte der Spielmacher im DFB-Pokal in vier Spielen vier Tore.

### Real Madrid

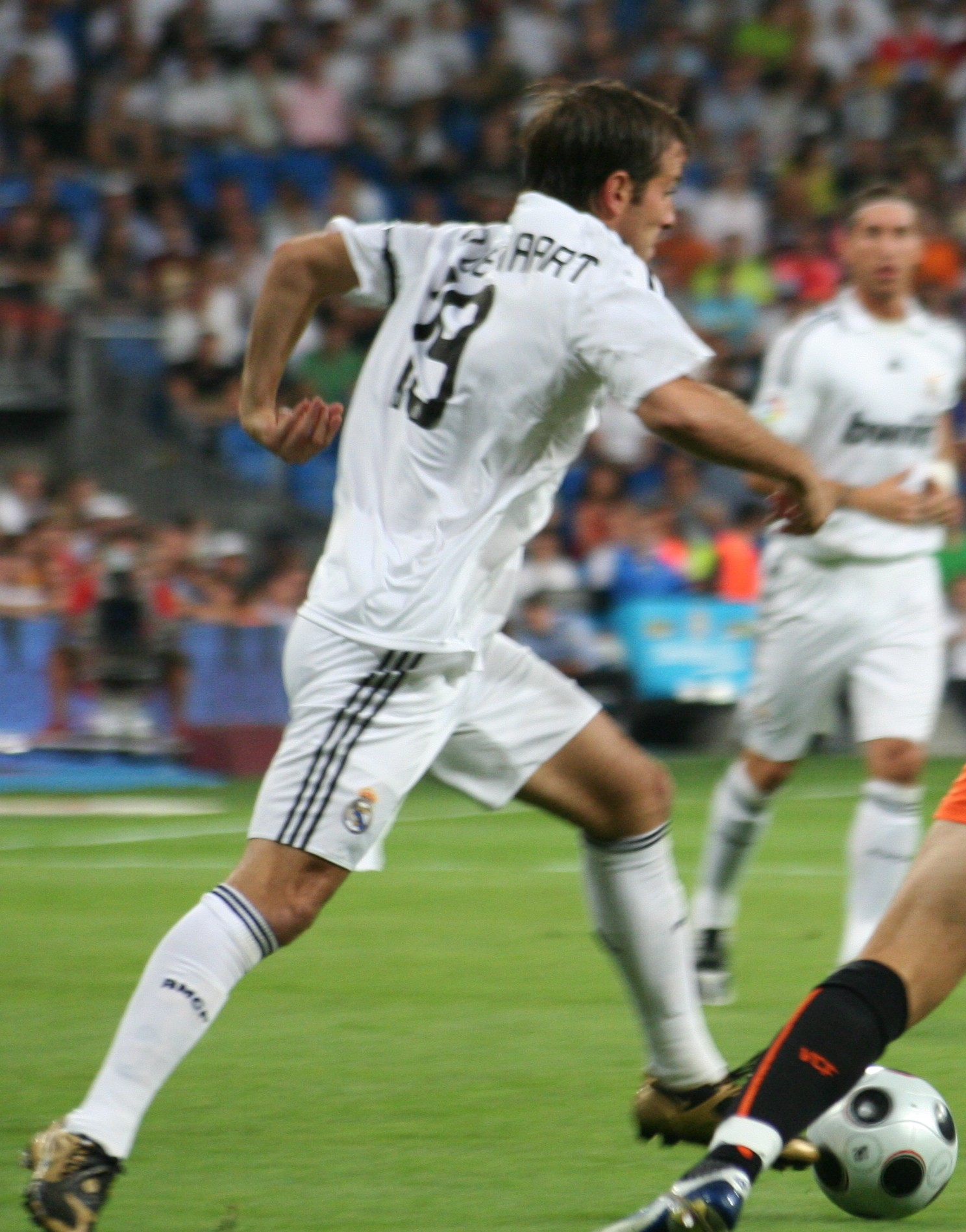
van der Vaart im Spiel Valencia gegen Madrid im August 2008

Zur Saison 2008/09 wechselte van der Vaart für eine Ablösesumme von 15 Millionen Euro zu Real Madrid und erhielt bei den Königlichen einen Fünfjahresvertrag. Am 24. September 2008 gelang van der Vaart der erste, wenngleich nicht lupenreine, Hattrick seiner Karriere beim 7:1-Liga-Sieg gegen Sporting Gijón. 
Ende des Jahres wurde er zur Wahl des Ballon d’Or 2008, mit dem France Football den „Weltfußballer des Jahres“ auszeichnet, nominiert. In der zweiten Saisonhälfte kam van der Vaart allerdings häufig nur noch als Einwechselspieler zum Einsatz.
Als zur Saison 2009/10 mit Manuel Pellegrini ein neuer Coach Real übernahm, wurde der Niederländer aussortiert und seine Rückennummer 23 anderweitig vergeben. Nach einer Verkleinerung des Kaders musste van der Vaart den Verein doch nicht verlassen, auch weil er keinen neuen Arbeitgeber gefunden hatte. Als sich der Brasilianer Kaká verletzte, wurde der Wiederaufgenommene sogar als Stammspieler eingesetzt. Trotzdem wollte er Real Madrid nach Ablauf der Saison verlassen.
Bei Real, wo er zweimal Vizemeister wurde, stand er bei seinen 58 Ligapartien, in denen er elf Treffer erzielte, nur fünfmal über die gesamte Spielzeit auf dem Platz. Bei seinen zehn torlos gebliebenen Champions-League-Einsätzen war er nur einmal über die vollen 90 Minuten auf dem Platz.

### Tottenham Hotspur

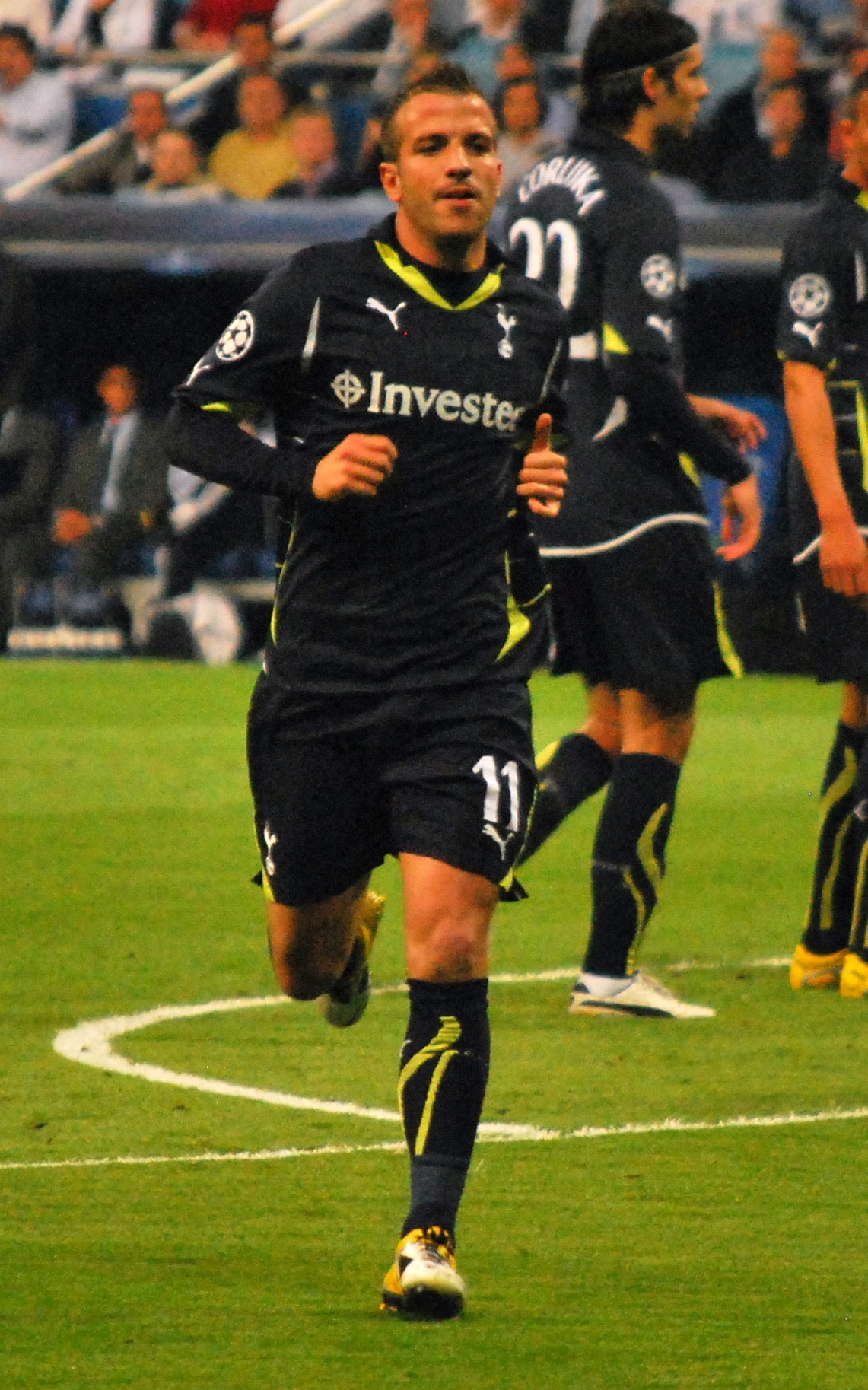
Rafael van der Vaart im Trikot von Tottenham Hotspur (April 2011)

Nachdem Trainer José Mourinho van der Vaart nicht für den Kader zum ersten Ligaspiel Reals gegen RCD Mallorca nominiert und ihm einen Wechsel nahegelegt hatte, wechselte van der Vaart am 31. August 2010 kurz vor Ende der Transferperiode zu Tottenham Hotspur. Am 1. September 2010 bestätigte die Premier League den gültigen Transfer van der Vaarts; zuvor war fast 24 Stunden lang unklar, ob alle Regularien vor Ablauf der Transferfrist am Vortag fristgerecht erledigt worden waren.
Sein Debüt für die von Harry Redknapp trainierten Hotspurs gab van der Vaart beim 1:1 gegen West Bromwich Albion. Sein erstes Tor erzielte er eine Woche später bei seinem Heimdebüt per Strafstoß zum 1:1 gegen die Wolverhampton Wanderers; das Spiel endete 3:1 für die Spurs. Van der Vaart gelangen auch im zweiten, dritten und vierten Heimspiel Tore für seinen neuen Verein. Beim ersten Spiel gegen den FC Arsenal sicherte er seiner Mannschaft mit einem Tor und zwei Vorlagen den Sieg, was ihn zum Fanliebling aufsteigen ließ. Er etablierte sich als Führungsspieler und Spielgestalter und war in seiner ersten Saison erfolgreichster Torschütze und Topscorer des Klubs. Die Hotspurs beendeten die Liga als fünfte Im FA-Cup drangen sie bis ins Halbfinale vor, unterlagen dort aber Chelsea mit 1:5. In der Champions League schieden die Hotspurs im Viertelfinale gegen Real Madrid mit 0:4 und 0:1 aus.
In seiner zweiten Saison erreichte van der Vaart mit den Spurs die bis dahin höchste Punktzahl in der Premier-League-Geschichte des Vereins und wurde Vierter. Man konnte sich trotzdem nicht für die Champions League qualifizieren, weil der FC Chelsea als Champions-League-Sieger trotz des sechsten Platzes in der Liga qualifiziert war. In der Europa League schied Tottenham bereits in der Gruppenphase aus, da Redknapp dort vornehmlich eine B-Elf einsetzte.
Zu Beginn der Saison 2012/13 kam van der Vaart unter dem neuen Trainer André Villas-Boas vor seinem Abschied zum HSV noch zu zwei weiteren Ligaeinsätzen. Insgesamt kam er auf 63 Spiele in der Premier League, bei denen er sechsmal ein- und 36 Mal ausgewechselt wurde, letzteres oft in den letzten Spielminuten. Er erzielte dabei 24 Tore. In der Champions League spielte er sieben Mal für die Hotspurs, wobei er fünfmal ausgewechselt wurde. Einmal wurde sein Einsatz durch eine Gelb-Rote Karte verkürzt.

### Rückkehr zum Hamburger SV
Am 31. August 2012 wechselte Rafael van der Vaart zurück zum Hamburger SV in die Bundesliga. Er unterschrieb einen Dreijahresvertrag bis zum 30. Juni 2015 und erhielt – wie schon von 2005 bis 2008 – die Rückennummer 23. Der HSV überwies rund 13 Millionen Euro Ablöse, die van der Vaart zum bis dahin teuersten Spieler des HSV machten. Vier Jahre später wurde er von Filip Kostić abgelöst, der für rund 14 Millionen Euro vom VfB Stuttgart zum HSV wechselte.
Sein (nach seiner Rückkehr) erstes Spiel für den HSV bestritt van der Vaart am 16. September 2012 (3. Spieltag) bei der 2:3-Auswärtsniederlage bei Eintracht Frankfurt. Am 5. Spieltag erzielte er beim 2:2 gegen Borussia Mönchengladbach die zwischenzeitliche 1:0-Führung für den HSV und damit seinen ersten Bundesliga-Treffer seit mehr als vier Jahren. Die Bundesliga-Saison 2012/13 beendete der HSV auf dem siebten Platz.
Am 9. April 2013 übernahm van der Vaart die Kapitänsbinde von Heiko Westermann, der entlastet werden sollte. Am 11. Mai 2013 bestritt er beim 4:1-Sieg gegen die TSG 1899 Hoffenheim sein 100. Bundesligaspiel für den HSV.
Die Saison 2013/14 verlief für den HSV schlecht; der HSV-Trainer Thorsten Fink wurde am 17. September 2013 entlassen. Sein Nachfolger Bert van Marwijk wurde am 15. Februar 2014 entlassen; sein Nachfolger wurde Mirko Slomka. Van der Vaart schoss in der Hinrunde sieben Tore und gab sechs Vorlagen. Während der Rückrunde war er zeitweise verletzt und konnte nicht an seine alten Leistungen anknüpfen. Daher wurde er zur Symbolfigur des Niedergangs des HSV, der am Saisonende in der Relegation die Klasse halten konnte und somit den ersten Abstieg der Vereinsgeschichte vermied.
Vor der Saison 2014/15 kamen Diskussionen über einen Verkauf van der Vaarts auf, da dieser nach der schlechtesten Saison der bisherigen Vereinsgeschichte des HSV als „in die Jahre gekommen“ galt. 
Letztendlich blieb van der Vaart beim HSV und führte das Team als Kapitän mit einem Freistoßtor und einem verwandelten Elfmeter im Elfmeterschießen gegen Energie Cottbus in die zweite Runde des DFB-Pokals. Am 1. November 2014 erzielte van der Vaart per Elfmeter sein erstes Tor seit dem 21. Dezember 2013 und führte das Team somit zum 1:0-Sieg über Bayer 04 Leverkusen. Im Laufe der Hinrunde zog der neue HSV-Trainer Josef Zinnbauer van der Vaart aus taktischen Gründen von der Spielmacherposition teilweise ins defensive Mittelfeld zurück. Beim Auswärtsspiel am 3. Mai 2015 gegen den 1. FSV Mainz 05 bestritt van der Vaart sein 150. Bundesligaspiel für die Rothosen.
Der damalige Vorstandsvorsitzende Dietmar Beiersdorfer bezeichnete van der Vaart als einen „der besten und bedeutendsten Spieler der jüngeren HSV-Vergangenheit“. Nach Auslaufen seines Vertrages verließ van der Vaart den Verein. Nach seiner Karriere besteht die Möglichkeit, in einer anderen Position zum HSV zurückzukehren. In seinem letzten Spiel im Rückspiel der Relegation sicherte er mit dem HSV gegen den Karlsruher SC den Klassenerhalt.

### Betis Sevilla
Zur Saison 2015/16 kehrte van der Vaart in die Primera División zurück und schloss sich Betis Sevilla an. Er erhielt beim Aufsteiger einen Dreijahresvertrag bis zum 30. Juni 2018. Sein Ligadebüt für Betis gab van der Vaart am 24. September 2015 bei der 1:2-Heimniederlage gegen Deportivo La Coruña. Dabei wurde er nach 49 Minuten beim Stand von 0:0 für Dani Ceballos ausgewechselt. Unter dem Trainer Pepe Mel konnte sich der zeitweise verletzte van der Vaart nicht durchsetzen und kam bis zu dessen Entlassung im Januar 2016 nur auf sieben Ligaeinsätze (zwei in der Startelf, kein Spiel über die vollen 90 Minuten) und stand teilweise nicht im Kader. Unter den folgenden Trainern Juan Merino und Gustavo Poyet kam van der Vaart auf keinen Einsatz mehr.

### Karriereausklang in Dänemark
Am 10. August 2016 wechselte van der Vaart in die dänische Superliga zum FC Midtjylland, bei dem er einen bis zum 30. Juni 2018 datierten Zweijahresvertrag erhielt. Grund war die Nähe zum Wohnsitz seiner Lebenspartnerin Estavana Polman in Esbjerg. Van der Vaart absolvierte sein Ligadebüt am 7. Spieltag beim 0:0-Unentschieden gegen Viborg FF; sein erster Pflichtspieltreffer gelang ihm beim 5:2-Heimsieg gegen den AC Horsens (11. Spieltag), als er für den zwischenzeitlichen 2:2-Ausgleich sorgte. 
Zum Start der Saison 2017/2018 war van der Vaart nicht mehr im Kader der ersten Mannschaft von Midtjylland. Am 21. und 23. Spieltag (jeweils eingewechselt) kam er schließlich doch insgesamt für acht Minuten zum Einsatz. Am Saisonende sicherte sich der FC Midtjylland die dänische Meisterschaft. Van der Vaarts Vertrag lief am 30. Juni 2018 aus.
Im August 2018 wurde bekannt, dass van der Vaart künftig für Midtjyllands Ligakonkurrenten Esbjerg fB spielt. Zuvor hielt sich der Mittelfeldspieler beim niederländischen Erstligisten PEC Zwolle fit. Van der Vaart erhielt einen Einjahresvertrag. 
Am 9. September 2018 gab van der Vaart sein Karriereende nach seinem Abgang von Esbjerg fB bekannt; am 1. November 2018 gab er das Ende seiner aktiven Karriere zum Ende der Saison 2018/19 bekannt, doch bereits am 4. November 2018 verkündete van der Vaart nach diversen Verletzungen das sofortige Ende seiner Karriere.
Am 13. Oktober 2019 fand vor gut 30.000 Zuschauern im Volksparkstadion ein Abschiedsspiel statt, bei dem eine Auswahl ehemaliger HSV-Mitspieler (u. a. Aílton, Piotr Trochowski oder Nigel de Jong) gegen eine Auswahl ehemaliger internationaler, hauptsächlich niederländischer, Mitspieler (u. a. Ruud van Nistelrooy, Arjen Robben oder Mark van Bommel) antrat. 
Es fielen 13 Tore zum Endstand von 7:6 für „Rafas Allstars“ gegen „Rafas HSV-Stars“. Zwei Treffer erzielte van der Vaart, der je eine Halbzeit pro Team absolvierte, selbst. Auch sein in der 84. Minute eingewechselter Sohn Damian traf einmal.

## Nationalmannschaft
Van der Vaart gab sein Debüt für die Oranje am 6. Oktober 2001 gegen Andorra. Er nahm mit der niederländischen Nationalmannschaft an der EURO 2004 in Portugal und der WM 2006 in Deutschland teil. Obwohl er bei der EURO 2004 (unter Dick Advocaat) und bei der WM 2006 (unter Marco van Basten) nicht erste Wahl war, kam er zu drei Einsätzen bei der Europameisterschaft und drei bei der Weltmeisterschaft.
Auch bei der EM 2008 in Österreich und der Schweiz gehörte er zum Kader der Elftal und absolvierte wiederum drei Spiele. Bei der WM 2010 in Südafrika absolvierte er fünf Spiele für die Niederlande, war aber meist nur Einwechselspieler. Bei der EM 2012 in Polen und der Ukraine zählte er erneut zum Kader der Elftal. Allerdings konnte auch sein Tor im dritten Vorrundenspiel gegen Portugal das Ausscheiden in der Vorrunde nicht verhindern.
Am 15. August 2012 machte er bei der 2:4-Niederlage in Brüssel gegen Belgien sein 100. Länderspiel. 
Sein letztes Spiel für die niederländische Nationalmannschaft absolvierte van der Vaart am 19. November 2013 beim torlosen Unentschieden in einem Testspiel in Amsterdam gegen Kolumbien. Wegen einer Verletzung nahm er nicht an der WM 2014 in Brasilien teil. Am 13. Oktober 2018 wurde van der Vaart nach einem Spiel in der UEFA Nations League gegen Deutschland aus der Nationalmannschaft verabschiedet und vom niederländischen Fußballverband zum Bondsritter ernannt.

## Karrierestatistik
| Ajax Amsterdam      | Eredivisie       | 1999/00         | 1   | 0   | -  | - | -  | -  | -  | - | 1   | 0   |
| Ajax Amsterdam      | Eredivisie       | 2000/01         | 27  | 7   | -  | - | 4  | 2  | -  | - | 31  | 9   |
| Ajax Amsterdam      | Eredivisie       | 2001/02         | 20  | 14  | -  | - | 5  | 1  | -  | - | 25  | 15  |
| Ajax Amsterdam      | Eredivisie       | 2002/03         | 21  | 18  | -  | - | 6  | 2  | -  | - | 27  | 20  |
| Ajax Amsterdam      | Eredivisie       | 2003/04         | 26  | 7   | -  | - | 7  | 1  | -  | - | 33  | 8   |
| Ajax Amsterdam      | Eredivisie       | 2004/05         | 22  | 6   | -  | - | 7  | 1  | -  | - | 29  | 7   |
| Gesamt              | Gesamt           | Gesamt          | 117 | 52  | -  | - | 29 | 7  | -  | - | 146 | 59  |
| Hamburger SV        | Bundesliga       | 2005/06         | 19  | 9   | 2  | 0 | 15 | 7  | -  | - | 36  | 16  |
| Hamburger SV        | Bundesliga       | 2006/07         | 26  | 8   | -  | - | 5  | 3  | 2  | 0 | 33  | 11  |
| Hamburger SV        | Bundesliga       | 2007/08         | 29  | 12  | 4  | 4 | 11 | 5  | -  | - | 38  | 21  |
| Gesamt              | Gesamt           | Gesamt          | 74  | 29  | 6  | 4 | 31 | 15 | 2  | 0 | 113 | 48  |
| Real Madrid         | Primera División | 2008/09         | 32  | 5   | 1  | 0 | 7  | 0  | 2  | 0 | 42  | 5   |
| Real Madrid         | Primera División | 2009/10         | 26  | 6   | 2  | 1 | 3  | 0  | -  | - | 31  | 7   |
| Gesamt              | Gesamt           | Gesamt          | 58  | 11  | 3  | 1 | 10 | 0  | 2  | 0 | 73  | 12  |
| Tottenham Hotspur   | Premier League   | 2010/11         | 28  | 13  | 1  | 0 | 7  | 2  | -  | - | 36  | 15  |
| Tottenham Hotspur   | Premier League   | 2011/12         | 33  | 11  | 4  | 1 | 1  | 1  | 1  | 0 | 39  | 13  |
| Tottenham Hotspur   | Premier League   | 2012/13         | 2   | 0   | -  | - | -  | -  | -  | - | 2   | 0   |
| Gesamt              | Gesamt           | Gesamt          | 63  | 24  | 5  | 1 | 8  | 3  | 1  | 0 | 77  | 28  |
| Hamburger SV        | Bundesliga       | 2012/13         | 27  | 5   | -  | - | -  | -  | -  | - | 27  | 5   |
| Hamburger SV        | Bundesliga       | 2013/14         | 27  | 7   | 3  | 1 | -  | -  | 2  | 0 | 32  | 8   |
| Hamburger SV        | Bundesliga       | 2014/15         | 24  | 4   | 2  | 1 | -  | -  | 1  | - | 27  | 5   |
| Gesamt              | Gesamt           | Gesamt          | 78  | 16  | 5  | 2 | -  | -  | 3  | 0 | 86  | 18  |
| Betis Sevilla       | Primera División | 2015/16         | 7   | 0   | 2  | 0 | -  | -  | -  | - | 9   | 0   |
| Gesamt              | Gesamt           | Gesamt          | 7   | 0   | 2  | 0 | -  | -  | -  | - | 9   | 0   |
| FC Midtjylland      | Superliga        | 2016/17         | 12  | 2   | 2  | 0 | 1  | 0  | 4  | 0 | 19  | 2   |
| FC Midtjylland      | Superliga        | 2017/18         | 2   | 0   | 0  | 0 | 0  | 0  | 0  | 0 | 2   | 0   |
| Gesamt              | Gesamt           | Gesamt          | 14  | 2   | 2  | 0 | 1  | 0  | 4  | 0 | 21  | 2   |
| Esbjerg fB          | Superliga        | 2018/19         | 3   | 0   | 1  | 0 | 0  | 0  | 0  | 0 | 0   | 0   |
| Gesamt              | Gesamt           | Gesamt          | 3   | 0   | 1  | 0 | 0  | 0  | 0  | 0 | 4   | 0   |
| Karriere Gesamt     | Karriere Gesamt  | Karriere Gesamt | 414 | 134 | 23 | 8 | 79 | 25 | 12 | 0 | 529 | 167 |
| Stand: Karriereende |                  |                 |     |     |    |   |    |    |    |   |     |     |

## Titel und Auszeichnungen
Niederlande
- Meister (2): 2002, 2004 (beide Ajax Amsterdam)
- Pokalsieger: 2002 (Ajax Amsterdam)
- Supercupsieger: 2002 (Ajax Amsterdam)

Spanien
- Supercupsieger: 2008 (Real Madrid)

Dänemark
- Meister: 2018 (FC Midtjylland)

Auszeichnungen
- Golden Boy: 2003
- Nominierung für den Ballon d’Or: 2008
- Fußball-Talent des Jahres der Niederlande: 2001
- Bundesliga-Fußballer des Monats: September 2005
- Premier League-Fußballer des Monats: Oktober 2010
- Mitglied der HSV-Jubiläumself anlässlich des 125-jährigen Vereinsbestehens 2012[36]

## Privatleben
Von 2005 bis 2013 war van der Vaart mit der niederländischen Moderatorin Sylvie Meis verheiratet. Ihr gemeinsamer Sohn Damián (* 2006) ist ebenfalls Fußballspieler. Von Frühjahr 2013 bis August 2015 war er mit Sabia Boulahrouz liiert.
Seit 2016 ist Rafael van der Vaart mit der niederländischen Handballspielerin Estavana Polman liiert. 
Sie leben in Esbjerg. Mit Polman hat van der Vaart eine Tochter (* 2017).

## Trainerkarriere
Anfang August 2021 wurde van der Vaart bei seinem ehemaligen Verein Esbjerg fB Co-Trainer von Roland Vrabec und wurde nach dessen Entlassung am 9. März 2022 zum Interimstrainer des Teams. 
In den letzten sechs Spielen der Saison 2021/22 holte er mit der Mannschaft nach vier Unentschieden und zwei Niederlagen vier Punkte, womit man in die drittklassige 2. Division abstieg. Anschließend rückte van der Vaart zur Saison 2022/23 unter dem neuen Cheftrainer Lars Vind wieder auf die Co-Trainer-Position.

## Sonstiges
Während der Fußball-EM 2016 in Frankreich, der Fußball-WM 2018 in Russland sowie der Finalrunde der UEFA Nations League 2019 in Portugal fungierte van der Vaart jeweils als Fußballexperte für den niederländischen Fernsehsender NOS.
Seit 2019 versucht sich van der Vaart bei der British Darts Organisation (BDO) durchzusetzen. Sein Debüt gab er im Mai 2019 bei den Denmark Open in Esbjerg, bei denen er die zweite Runde erreichte. 2013 hatte er in Hamburg an der Seite Raymond van Barneveld ein Showturnier gewonnen; mit Michael van Gerwen wurde er im Januar 2019 Zweiter der Promi-Darts-WM.